# Nazionale maschile di pallacanestro di Andorra
La nazionale maschile di pallacanestro di Andorra rappresenta Andorra nelle competizioni internazionali maschili di pallacanestro organizzate dalla FIBA. È gestita dalla Federazione cestistica di Andorra.

## Storia
Affiliata alla FIBA dal 1988, non ha mai partecipato alle grosse manifestazioni internazionali, in quanto appartiene alla sezione riservata ai Piccoli Stati d'Europa. Partecipa invece al Campionato europeo FIBA dei piccoli stati, che ha vinto per quattro volte e di cui detiene il titolo.

## Piazzamenti
- 1994: 8º
- 1996: 6º
- 1998:  1º
- 2000:  1º
- 2002: 4º

- 2004:  1º
- 2006:  3º
- 2008: 4º
- 2010:  2º
- 2012:  1º

## Formazioni

### Europei dei piccoli stati
Campionato europeo FIBA dei piccoli stati 20124 Prado, 5 Mofreita, 6 Farfan, 7 Galera, 8 Colom, 9 Fernandez, 10 Martret, 11 Marin, 12 Olcina, 13 De Oliveira, 14 Gabriel, 15 Casals,        All. Jaume Tomas Vilana
Campionato europeo FIBA dei piccoli stati 20144 Literas Riera, 5 Isern, 6 Malet Salto, 7 Galera, 8 Mofreita, 9 Fernandez, 10 Colom, 11 Marin, 12 Farfan, 13 De Oliveira, 14 Gabriel, 15 Casals,        All. David Eudal
Campionato europeo FIBA dei piccoli stati 20165 Isern, 6 Farfan, 8 Colom, 9 Fernandez, 10 De Oliveira, 11 Literas Riera, 12 Schneider, 13 Bartolome, 14 Oriol Peral, 15 Gabriel, 17 Vives, 20 Marti,        All. David Eudal
Campionato europeo FIBA dei piccoli stati 20184 Serrato, 5 Isern, 6 Pons, 7 Pena, 8 Colom, 11 Lliteras Riera, 12 Schneider, 13 A. Bartolome, 15 Gabriel, 16 Guzman, 19 Marti Baez, 21 B. Bartolome,        All. David Eudal
Campionato europeo FIBA dei piccoli stati 20214 Marti Baez, 5 Isern, 6 Obiols Puig, 7 Serrato Baletbo, 8 Colom, 9 Fernandez Villarubla, 10 B. Bartolome, 11 Moliné de la Rosa, 12 Perral Serra, 13 A. Bartolome, 15 Pons, 17 Guzman,        All. David Eudal
Campionato europeo FIBA dei piccoli stati 20222 Fernandez Villarubla, 4 Serrato, 5 Isern, 8 Colom, 9 Martinez Pegalajar, 11 Serrato Baletbo, 12 Aranda Blanquer, 13 Lopez Calzada, 15 Gabriel, 16 Guzman, 19 Marti Baez, 21 Bartolome,        All. Cristian Vegas Ribes

## Nazionali giovanili
- Selezioni giovanili della nazionale maschile di pallacanestro di Andorra